# Hypoponera punctatissima
Hypoponera punctatissima es una especie de hormiga del género Hypoponera, subfamilia Ponerinae. 

## Subespecies
- Hypoponera punctatissima indifferens (Forel, 1895)
- Hypoponera punctatissima jugata (Forel, 1892)
- Hypoponera punctatissima punctatissima (Roger, 1859)

## Distribución
Esta especie se encuentra en Angola, Benín, Botsuana, Cabo Verde, Camerún, República Centroafricana, Comoras, República Democrática del Congo, Gabón, Ghana, Guinea, Kenia, Macaronesia, Madagascar, Mauricio, Mayotte, Marruecos, Nigeria, La Reunión, Santo Tomé y Príncipe, Senegal, Seychelles, Sudáfrica, Sudán del Sur, Tanzania, Togo, Tunicia, Uganda, Zimbabue, Costa Rica, República Dominicana, Guatemala, Paraguay, San Vicente y las Granadinas, Estados Unidos, Arabia Saudita, Sri Lanka, Yemen, Bélgica, República Checa, Alemania, Italia, Países Bajos, Noruega, Polonia, Rusia, España, Suiza, Reino Unido, Australia, Fiyi, Polinesia Francesa, Micronesia, Papúa Nueva Guinea, Samoa e Islas Salomón.